# Vodna kača (ozvezdje)
Vodna kača ali latinsko Hydra je največje ozvezdje po površini (1303 kvadratnih stopinj) po razkosanju Ladje Argo na tri dele in tudi eno najdaljših (razteza se od Raka in Malega psa do Tehtnice). Je eno izmed izvirnih Ptolemajevih ozvezdij.
Zaradi podobnosti imena (predvsem latinske oblike, ki se uporablja v angleščini) se pogosto zamenja z ozvezdjem Mala vodna kača (Hydrus), ki pa leži blizu južnega nebesnega pola.

## Zvezde
Najsvetlejša zvezda je Alfard oziroma α Vodne kače, ki sveti z drugo magnitudo in je rdeča orjakinja. Sledijo ji Ni Vodne kače in Zeta Vodne kače (3m), nato pa še Pi Vodne kače, Epsilon Vodne kače in Ksi Vodne kače. V Vodni kači se nahaja tudi vir radijskih valov Vodna kača A (Hydra A).

## Nezvezdni objekti

### Zvezdne kopice
M48 oz. NGC 2548 (5m8/54') je najsvetlejša razsuta kopica v ozvezdju. Ima okoli 80 članic in je od nas oddaljena približno 1500 ly. Njeno obliko se da opisati kot trikotno, njen premer pa meri kar pol stopinje, kar je večje od polne Lune! Pod temnim nebom je vidna s prostim očesom. Leži na zahodnem koncu ozvezdja, na meji s Samorogom.
V ozvezdju je več kroglastih kopic. Najsvetlejša izmed njih je M68 (7m7/12'). Vidna je v daljnogledu, v srednje velikih amaterskih teleskopih pa se razdrobi na posamezne zvezde. V njej naj bi bilo vsaj 100 000 zvezd. Od nas je oddaljena okoli 33 300 ly. NGC 5694 je kroglasta kopica z navideznim sijem 10. magnitude. Odkril jo je William Herschel in jo označil kot nezvezdni objekt, natančneje pa jo je klasificiral šele Clyde William Tombaugh, ko je leta 1932 pregledoval posnetke okolice zvezde Pi Vodne kače.

### Planetarne meglice
Planetarna meglica NGC 3242 (7m8/45″ krat 36″) z vzdevkom »Jupitrov duh«, ki ji ga je nadel odkritelj William Herschel, leži 2° južno od zvezde Mi. Njen premer je okrog 0,5 ly, oddaljena pa je 2500 ly.

### Galaksije
M83 (7m5/11′  krat 10′) je ena izmed svetlejših galaksij na našem nebu. Leži na meji z ozvezdjem Kentaver.

## Meteorski roji
Sigma Hydridi so šibko aktiven roj z vrhom 6. decembra in z neznanim starševskim telesom, Alfa Hydridi pa majhen roj z vrhom med 1. in 7. januarjem.
Koordinati:  10h 00m 00s, −20° 00′ 00″